# Кейлтрам I
Кейлтрам I (*Cailtram. д/н — 538/543) — король піктів у 537—538/543 роках.

## Життєпис
Походив з династії Гіромидів. Про нього відомості містяться в «Піктській хроніці». Став панувати близько 537 року після смерті брата Гартнарта I. Ймовірно, стикнувся з повстаннями й заколотами піктських вождів, що не бажали посилення королівської влади. З огляду на це різняться думки щодо періоду володарювання Кейлтрама: 1 або 6 років. Відповідно його було повалено у 538 або 543 році. Трон отримав Талорк II.